# Félix Garrigou
Joseph Louis Félix Garrigou (Tarascon-sur-Ariège, 16 settembre 1835 – Tarascon-sur-Ariège, 18 marzo 1920) è stato un idrologo e medico francese.
Noto per le sue ricerche su reperti preistorici e resti (umani e animali) trovati nelle caverne della Francia meridionale (Pirenei). Inoltre, fu autore di numerosi scritti sulle acque minerali da un punto di vista chimico / medico.

## Biografia
Originario di Tarascon-sur-Ariège, Garrigou conseguì il dottorato in medicina a Parigi. Successivamente prestò servizio come medico nella città di Ax-les-Thermes, dopo aver lavorato a Bagnères-de-Luchon (dal 1869). Nel 1891 fu nominato presidente dell'idrologia medica a Tolosa.
Fu membro fondatore dell'Association pyrénéenne, membro del Comité des travaux historiques et scientifiques (1872-1912), della Société géologique de France e della Société d'Anthropologie de Paris.

## Opere principali
- Étude chimique et médicale des eaux sulfureuses d'Ax (Ariège), 1862.
- L'Age de la Pierre dans les cavernes de la vallée de Tarascon (Ariège) (con Henri Filhol), 1863.
- L'âge du renne dans les Basses-Pyrénées (caverne d'Espalungue), (con Louis Martin), 1864.
- Age de la pierre polie dans les cavernes des Pyrénées ariégeoises, 1866 .
- Généralités sur les eaux minérales des Pyrénées, 1873.
- Passé, présent, avenir de Luchon, 1874.
- Histoire de la découverte du mercure dans l'eau de la source du Rocher de Saint-Nectaire (Puy de Dôme), 1879.
- L'enseignement de l'hydrologie A Toulouse: La creation d'un Institut d'hydrologie, 1911.[1][2]